# Parantica milagros
Parantica milagros (tên tiếng Anh Milagros Tiger) là một loài bướm giáp thuộc phân họ Danainae. Đây là loài đặc hữu của Philippines.